# Илимпийский район
Илимпийский район — бывшие административно-территориальная единица и одноимённое муниципальное образование (до 2002 года) упразднённого Эвенкийского автономного округа Красноярского края России.
В настоящий момент — Илимпийская группа поселений.
Соответствующая административно-территориальная единица упразднена 3 декабря 2006 года.

## Расположение района
Илимпийский район Эвенкийского автономного округа являлся самым северным из районов и самый большим, его площадь составляла 497 600 км², что вдвое превышает площадь Великобритании.
Около трети территории района находилось за Северным полярным кругом.
Наиболее крупными населёнными пунктами района были посёлок городского типа Тура, одновременно являвшийся центром округа и района, и заполярный посёлок Ессей.
На территории района находились следующие населённые пункты (через тире почтовые индексы):
- посёлок городского типа Тура — 648000
- посёлок Ессей — 648594
- посёлок Кислокан — 648590
- посёлок Ногинск — 648582
- посёлок Нидым — 648571
- посёлок Тутончаны — 648581
- посёлок Учами — 648580
- посёлок Чиринда — 648593
- посёлок Эконда — 648592
- посёлок Юкта — 648591

Район был уникален своими просторами, жестокими морозами (-50 °C −55 °C градусов в декабре-январе явление для этих мест обычное, а в пятидесятые годы в районе Туры было зафиксировано рекордное даже для этих мест понижение температуры до −67 °C градусов), низкой плотностью населения — 1 человек на 60,8 квадратного километра. Тем не менее, здесь находится вычисленный учёными Географический центр России (на берегу живописного таёжного озера Виви). Здесь установлена стилизованная стела, увенчанная двуглавым орлом, и памятный крест в честь Сергия Радонежского.
Другая всемирно известная достопримечательность района — это своенравная река Нижняя Тунгуска, воспетая русским писателем, исследователем Сибири Вячеславом Шишковым в романе «Угрюм-река». На всём протяжении реки — 2 989 километров от устья до впадения в Енисей, на её берегах расположено не более полутора десятков населённых пунктов с общим населением около 15 000 человек, включая и «долю» иркутян (для сравнения: на берегах Дуная протяжённостью в 2880 километров в разных государствах проживают до 75 миллионов человек).

## Территориальное устройство
Сельсоветы выделялись как единицы статистического подсчёта до 2002 года. Официально в составе Тунгусско-Чунского района они отсутствовали.
- Ессейский сельсовет: посёлок Ессей.
- Кислоканский сельсовет: посёлок Кислокан.
- Ногинский сельсовет: посёлок Ногинск.
- Нидымский сельсовет: посёлок Нидым.
- Тутончанский сельсовет: посёлок Тутончаны.
- Учамский сельсовет: посёлок Учами.
- Чириндинский сельсовет: посёлок Чиринда.
- Экондинский сельсовет: посёлок Эконда.
- Юктинский сельсовет: посёлок Юкта.

В ОКАТО район и сельсоветы как объекты административно-территориального устройства выделялись до 2011 года.

## Экономика
С целью восстановления традиционных отраслей хозяйствования малочисленных народов Севера в 2002 году было создано государственное унитарное предприятие «Традиционное хозяйство Севера» (закрыто в 2013 году), которое занималось заготовкой и переработкой мяса дикого северного оленя, сбором дикоросов, пошивом национальной одежды и обуви, изготовлением сувениров.
В районе профинансированы работы по строительству угольного разреза «Кораблик» и поисково-оценочные работы по углю с приростом запасов.

## Ресурсы
В заполярной зоне района, в 50—60 километрах от озера Ессей имеются проявления коренных месторождений алмазов. Перспективны на золото бассейны рек Илимпея, Тэтэрэ.

## Население
| 1939 | 1959 | 1970 | 1979 | 1989  | 2002 | 2010 |
| ---- | ---- | ---- | ---- | ----- | ---- | ---- |
| 2646 | 5248 | 7272 | 8697 | 11124 | 8173 | 7487 |

По состоянию на октябрь 2004 года численность населения 10 населённых пунктов района составляла 8186 человек, из них 2039 человек являлись представителями коренных малочисленных народов Севера.

## Руководители района
- Яковлев Анатолий Александрович (1940—2016) — глава администрации Илимпийского района в 1991—1997 гг.
- Болтаев Алик Абдурасулович (1955—2006) — глава администрации Илимпийского района в 1997—2000 гг.
- Супряга Николай Алексеевич (1951—2023) — глава администрации Илимпийского района в 2000—2001 гг.